# Борунь (Польща)
Борунь (пол. Boruń) — село в Польщі, у гміні Сенниця-Ружана Красноставського повіту Люблінського воєводства.
Населення — 260 осіб (2011).
У 1975-1998 роках село належало до Холмського воєводства.

## Демографія
Демографічна структура станом на 31 березня 2011 року:
|          | Загалом | Допрацездатний вік | Працездатний вік | Постпрацездатний вік |
| -------- | ------- | ------------------ | ---------------- | -------------------- |
| Чоловіки | 129     | 28                 | 86               | 15                   |
| Жінки    | 131     | 34                 | 65               | 32                   |
| Разом    | 260     | 62                 | 151              | 47                   |